# Efeito dos olhos vermelhos

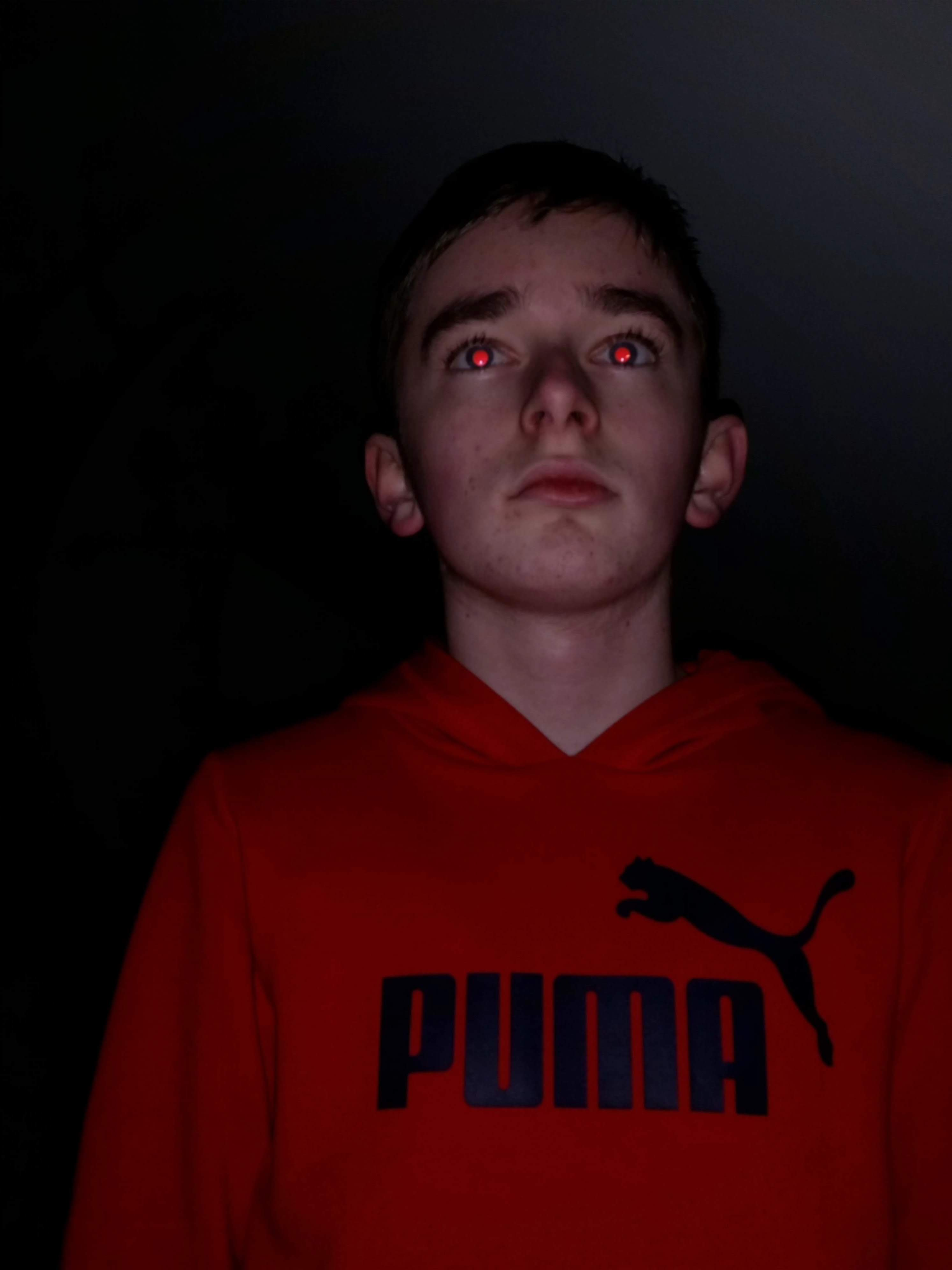
Efeito dos olhos vermelhos

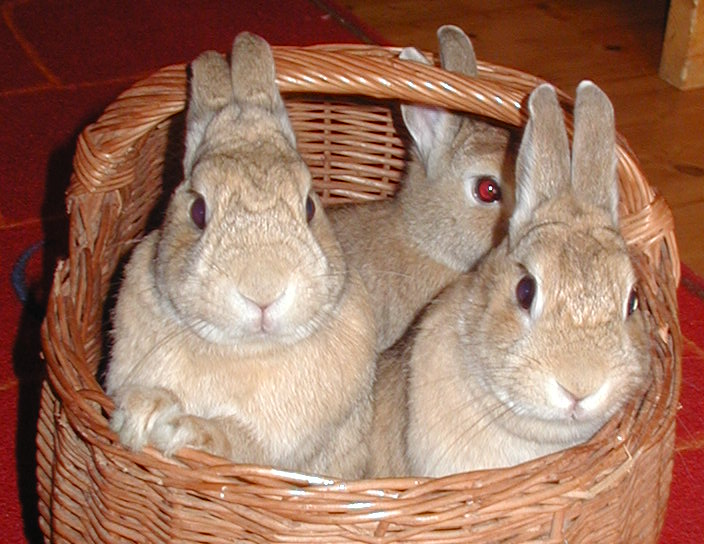
Efeito dos olhos vermelhos numa fotografia de coelhos

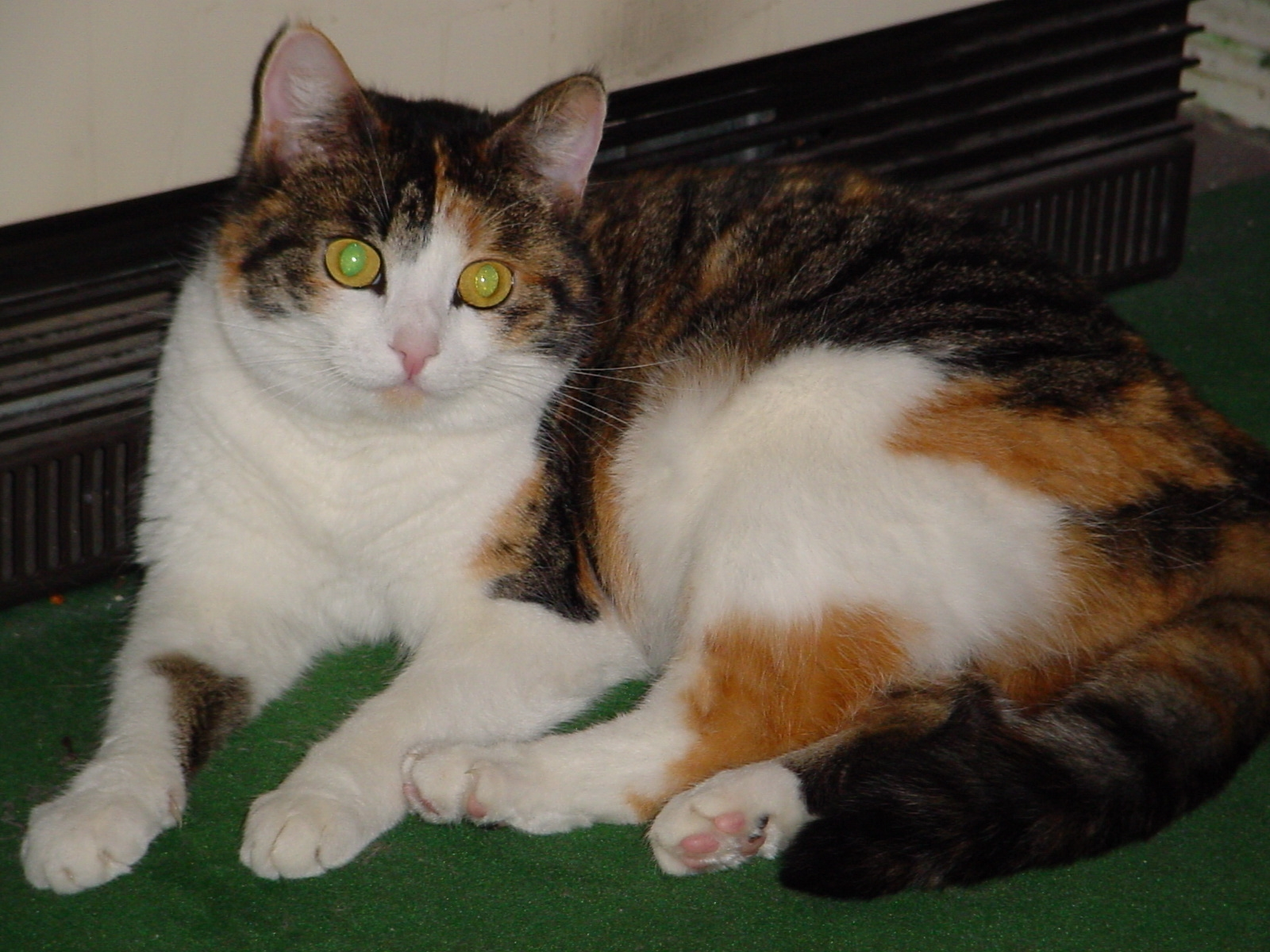
Em fotografias de gatos podem surgir outras cores, neste caso o verde

O efeito dos olhos vermelhos, em fotografia, consiste no surgir de pontos vermelhos nos olhos das pessoas e animais retratados em fotografias, resultantes do reflexo da luz do flash no fundo da retina.
Em algumas espécies de animais, existe uma camada refletora atrás da retina que melhora a visão noturna e que aumenta este efeito. O que conduz por vezes a variações da cor da luz refletida de espécie para espécie. Os olhos dos gatos, por exemplo, podem refletir em fotografias de flash, a cor azul, amarela, rosa, ou verde.

## Causas
Para o reflexo atingir o sensor da câmera (ou o filme, pois as convencionais também sofrem com o problema), é preciso que o ângulo de incidência do flash seja muito pequeno, o que acontece principalmente em duas situações:
- fotos com flash de pessoas distantes - é muito raro de acontecer em câmeras compactas pois, o flash nestas tem um alcance muito reduzido. Quanto mais perto do motivo a câmera estiver, menor a probabilidade de olhos vermelhos;
- flash muito próximo da lente - é a principal explicação para o número crescente de fotos com olhos vermelhos, com câmeras cada vez menores, o flash quase sempre fica perto demais da objetiva.

## Soluções
Alguns modelos tentam reduzir o problema com o flash escamoteável, que se abre acima do corpo da câmera, mais afastado da lente. A maioria, no entanto, conta apenas com o tal modo de redução de olhos vermelhos. O que ele faz é emitir alguns rápidos disparos de luz antes do flash propriamente dito, a fim de fazer as pupilas das pessoas a serem fotografadas se contraírem, diminuindo o orifício pelo qual a luz teria que entrar e ser refletida de volta para a câmera. Na prática, ajuda muito pouco. Partindo deste mesmo princípio, para diminuir o aparecimento de olhos vermelhos acende-se as luzes do ambiente antes de fotografar, mesmo quando o flash for capaz de iluminar a cena adequadamente. É muito mais provável encontrar olhos vermelhos em fotos tiradas no escuro, onde as pessoas estavam com as pupilas totalmente dilatadas, do que em ambientes bem iluminados.
Quanto mais afastado estiver o flash da objetiva, melhor. Assim, um flash externo será sempre uma melhoria.
De outra forma, o reflexo pode ser evitado com o ângulo da luz. Para isso, pode-se ver flashes consideravelmente maiores, que normalmente são apontados para o teto, numa técnica chamada de "bounce" (literalmente ressalto), a luz é refletida noutra superfície e consegue-se uma iluminação mais natural, difusa e, mais importante neste contexto, que não é refletida para a objetiva. Neste efeito, convém assegurar um ângulo próximo de 45º.